# باشگاه فوتبال برایتلینگسی ریجینت
باشگاه فوتبال برایتلینگسی ریجینت (به انگلیسی: Brightlingsea Regent Football Club) یک باشگاه فوتبال در شهر برایتلینگسی، کشور انگلستان است که در سال ۲۰۰۵ میلادی تأسیس شده‌است.